# 프랑수아 지라르동

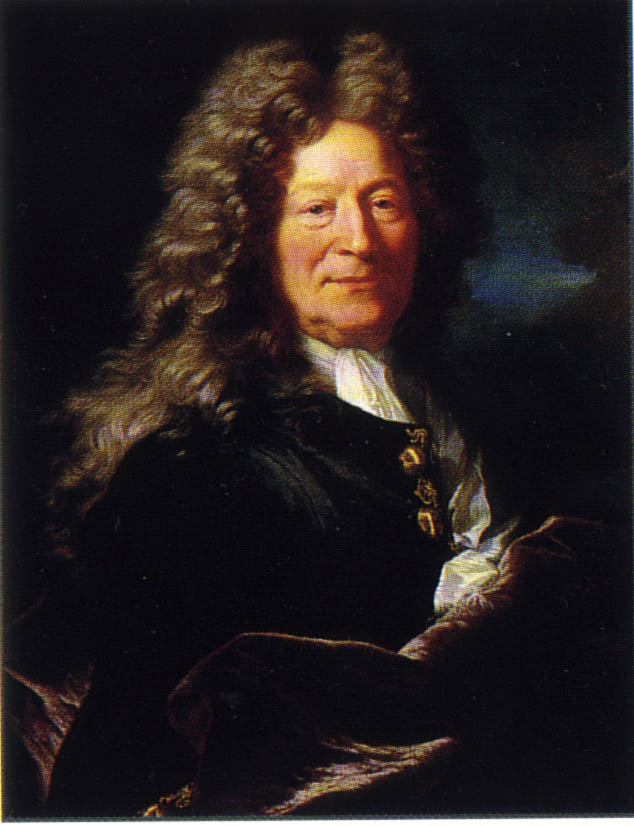

프랑수아 지라르동(프랑스어: François Girardon, 1628년 3월 17일 ~ 1715년 9월 1일)은 프랑스의 조각가이다. 루이 14세 당시 베르사유를 장식하는 대규모 조각사업에서 크게 활약했다.